# Eddy Curry
Eddy Curry Jr. (født 5. december 1982 i Harvey, Illinois, USA) er en amerikansk basketballspiller, der spiller som center i NBA-klubben New York Knicks, hvor han har spillet siden 2005. Han kom til klubben fra Chicago Bulls, hvor han havde spillet siden han kom ind i ligaen i 2001.